# Wereldkampioenschap ijshockey voor D-landen 2006
Het wereldkampioenschap ijshockey van 2006 voor D-landen werd gehouden van 24 april tot en met 29 april in het IJslandse Reykjavik. Het kampioenschap bestond uit een poule van vijf landen waarin ieder land alle poulegenoten eenmaal treft. IJsland en Turkije promoveerden naar de B-groep.

## Resultaten
| 24 april, 2006 |        |           |
| Armenië        | 3 – 8  | Turkije   |
| Luxemburg      | 2 – 5  | IJsland   |
| 25 april, 2006 |        |           |
| Ierland        | 0 – 6  | Armenië   |
| 26 april, 2006 |        |           |
| Turkije        | 8 – 2  | Luxemburg |
| IJsland        | 8 – 0  | Ierland   |
| 27 april, 2006 |        |           |
| Armenië        | 4 – 5  | IJsland   |
| 28 april, 2006 |        |           |
| Luxemburg      | 6 – 10 | Armenië   |
| Turkije        | 2 – 2  | Ierland   |
| 29 april, 2006 |        |           |
| Ierland        | 3 – 1  | Luxemburg |
| IJsland        | 9 – 0  | Turkije   |

### Ranglijst
| Pos | Land      | Wed | W | G | V | DV | DT | DS  | Ptn |
| --- | --------- | --- | - | - | - | -- | -- | --- | --- |
| 1.  | IJsland   | 4   | 4 | 0 | 0 | 27 | 6  | 21  | 8   |
| 2.  | Turkije   | 4   | 2 | 1 | 1 | 18 | 16 | 2   | 5   |
| 3.  | Armenië   | 4   | 2 | 0 | 2 | 23 | 19 | 4   | 4   |
| 4.  | Ierland   | 4   | 1 | 1 | 2 | 5  | 17 | -12 | 3   |
| 5.  | Luxemburg | 4   | 0 | 0 | 4 | 11 | 26 | -15 | 0   |